# Typhlodromips gonzalezi
Typhlodromips gonzalezi är en spindeldjursart som först beskrevs av Moraes och Mesa 1991.  Typhlodromips gonzalezi ingår i släktet Typhlodromips och familjen Phytoseiidae. Inga underarter finns listade i Catalogue of Life.